# Stazione di Mandolossa
La stazione di Mandolossa è una fermata ferroviaria della ferrovia Brescia-Iseo-Edolo, chiusa al servizio viaggiatori. Serviva la località omonima, posta a cavallo dei territori comunali di Brescia, Gussago e Roncadelle.

## Storia
Nel progetto originario di costruzione della ferrovia Parma-Brescia-Iseo, presentato al Consiglio superiore dei lavori pubblici nel 1880, era previsto che per il tronco Brescia-Iseo si impiegasse parte della ferrovia Milano-Venezia tra la stazione di Brescia e la località Mandolossa. In questa località sarebbe sorta una stazione dalla quale si sarebbe diramata la tratta diretta a Monterotondo e a Iseo. La SFAI, che ai tempi ebbe in gestione la linea per Milano, respinse la possibilità di utilizzare il tratto Brescia-Mandolossa anche ai treni per Iseo, quindi l'Ufficio Tecnico della Provincia di Brescia ripensò il tronco su un percorso separato che transitasse per Fiumicello.
Nel nuovo progetto non fu previsto alcun scalo a servizio degli abitanti della piccola località. Su richiesta di questi ultimi, dopo il completamento dei lavori di costruzione, la SFAI decise di attivare una fermata nei pressi della casa cantoniera situata nei pressi del passaggio a livello della strada che collegava la frazione a Roncadelle, nel territorio del comune di Brescia. Entrò quindi in funzione il 22 giugno 1885, con l'apertura al servizio pubblico della nuova linea ferroviaria.
La fermata fu soppressa al servizio viaggiatori il 1º giugno 1996.
Dal 11 giugno 2007 al 15 giugno 2008, la fermata fu ripristinata con servizio a richiesta.

## Strutture ed impianti
A causa della sua genesi, la fermata non è dotata del classico fabbricato viaggiatori delle fermate della Brescia-Iseo, ma solo del marciapiede che garantisce l'accesso ai treni al singolo binario di corsa. Quest'ultimo è lungo 40 m.
Al 2021, il vicino casello ferroviario risulta adibito ad abitazione privata.

## Movimento
La fermata è chiusa al servizio viaggiatori.